# Keith Sutton

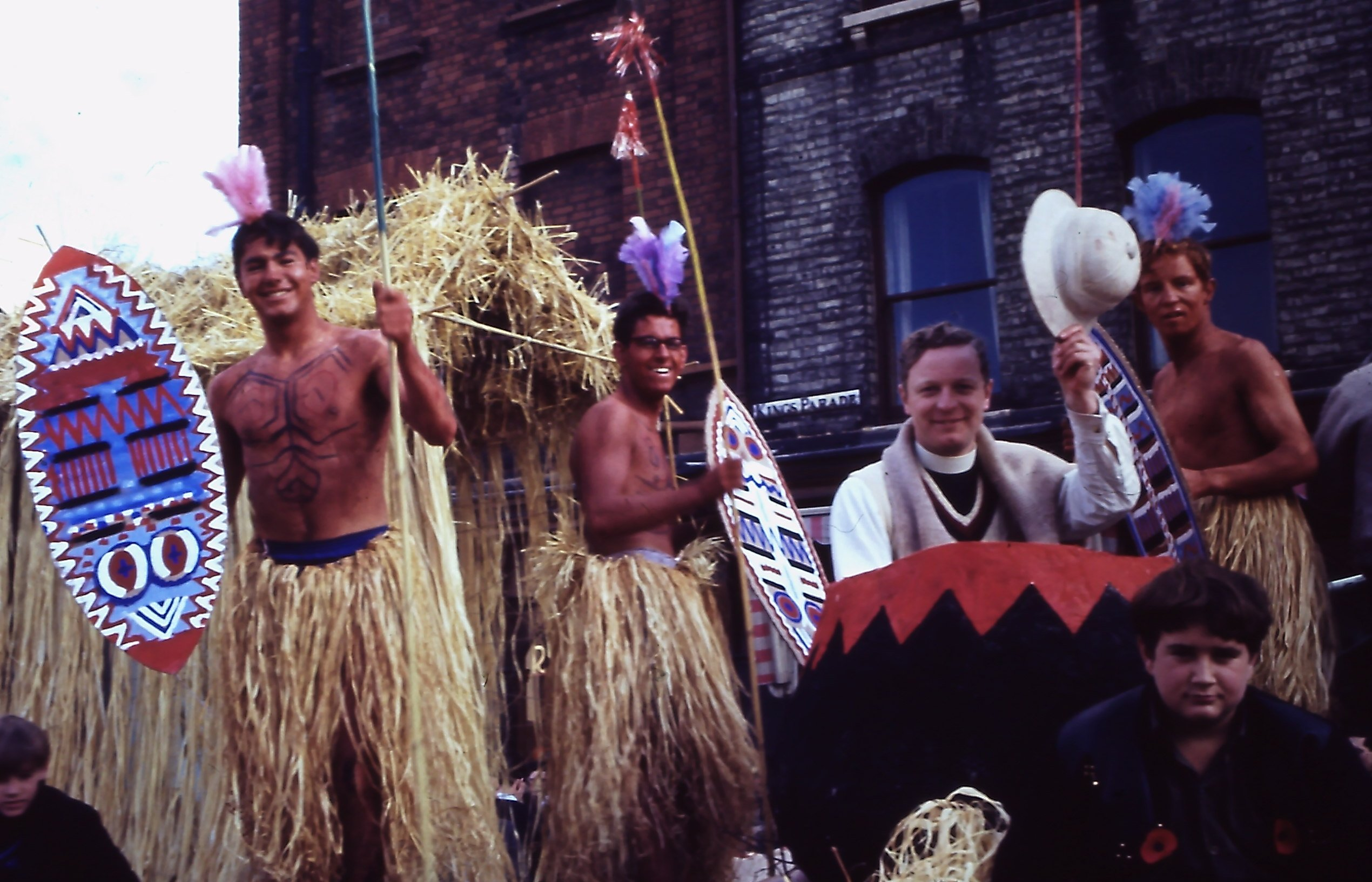
Keith Sutton (im Kochtopf)

Keith Norman Sutton (* 23. Juni 1934; † 24. März 2017 in Surrey, England) war ein britischer Bischof der Church of England.

## Leben
Nach seiner Ausbildung am Jesus College in Cambridge war er zunächst von 1978 bis 1984 Bischof von Kingston upon Thames. Danach war er bis 2003 der 97. Bischof der Diözese Lichfield.
Er war mit Jean Sutton verheiratet und hatte vier Kinder.

## Beruflicher Werdegang
Keith Sutton lehrte von 1968 bis 1973 am Bishop Tucker Theological College in Mukono, Uganda, heutzutage einem Teil der Uganda Christian University. Von 1962 bis 1967 war er Chaplain des St John’s College in Cambridge. Er war von 1973 bis 1978 Principal von Ridley Hall und von 1978 bis 1984 Bischof von Kingston upon Thames. Im Juli 1985 wurde Sutton vom Erzbischof von Canterbury im Rahmen einer speziellen Gesandtschaft nach Südafrika geschickt, um Erzbischof Desmond Tutu, der von der südafrikanischen Regierung bedrängt wurde, zu unterstützen. Er setzte sich in Cornwall zur Ruhe und diente ehrenhalber als Assistant Bishop in den Diözesen Truro und Exeter.

## House of Lords
Von 1989 bis 2003 war Sutton als geistlicher Lord Mitglied des House of Lords.